# Jornal O Snob
O Jornal O Snob foi um jornal de temática LGBT+ com circulação no Rio de Janeiro na década de 1960. 
Criado por Agildo Guimarães, começou como um pequeno jornal circulando por bairros do Centro e Zona Sul, onde publicava sobre temáticas relacionadas ao público LGBT+. O jornal publicava sobre encontros amorosos em tom de fofoca, comentários de concursos voltados ao público LGBT+  e também pontos de encontro sexuais. Se tornou o primeiro jornal explicitamente LGBT+, em especial homens cis gays, onde eram referenciados como "bichas", "bofes", "bonecas" e "entendidos". Apesar de não ser o objetivo, promoveu uma reflexão sobre gênero e identidade masculina à época. Era comum denominar-se ou usar pseudônimos com nomes femininos, o que gerou uma discussão dentro do grupo sobre papéis de gênero. Sua circulação foi encerrada em 1969.

## História
Após o concurso Miss Traje Típico, Agildo Guimarães decidiu criar um pequeno jornal em forma de criticar a decisão. Em uma folha ofício, datilografada e impressa em um mimeógrafo, o jornal circulava por bairros do Centro, como a Cinelândia, e bairros da Zona Sul, como Copacabana. Consequentemente, o jornal se tornou conhecido na comunidade gay carioca e tornou-se uma minirrevista com capa e ilustrações. Escrita de forma anônima, permitia o discurso em uma linguagem menos formal de jornais como "O Globo". Trazia notícias, informações e conteúdos voltados para o público LGBT+, especialmente homens cis gays. 
O jornal ficou conhecido por ser um espaço seguro de comunicação homossexual, utilizando termos como "bichas" e "bofes".  O jornal promovia encontros, festas, fofocas sobre relacionamento de moradores da cidade e comentários de concursos gays que ocorriam na época. As festas ocorriam em residências de colunistas ou anônimos, possibilitando a criação de laços de solidariedade [costa, 9]. Sua linguagem coloquial onde introduzia termos e gírias da comunidade gay. O autor, sempre anônimo (ou pseudônimo) se referia à si mesmo e ao publico em geral, sempre no feminino. 